# Yovtcho Petrov
Pour les articles homonymes, voir Petrov.
Yovtcho Petrov(Йовчо Петров) est un chef d'orchestre bulgare né en 1962.